# Vịnh Thái Lan
Vịnh Thái Lan (tiếng Thái: อ่าว ไทย; phát âm tiếng Thái: [Ào Thay]) (tên gọi cũ: Vịnh Chân Lạp, Vịnh Xiêm La) là một vịnh nằm ở biển Đông (thuộc Thái Bình Dương), được bao bọc bởi các quốc gia: Malaysia, Thái Lan, Campuchia và Việt Nam. Đỉnh phía bắc của vịnh này là vịnh Băng Cốc ở cửa sông Chao Phraya, gần Băng Cốc. Vịnh này có diện tích khoảng 320.000 km². Ranh giới của vịnh này được xác định theo đường nối từ mũi Cà Mau ở miền nam Việt Nam tới thành phố Kota Baru trên bờ biển Malaysia.
Vịnh Thái Lan tương đối nông, độ sâu trung bình của nó chỉ khoảng 45 m và độ sâu lớn nhất là 80 m. Điều này làm cho sự đối lưu nước tương đối chậm, dòng chảy mạnh của nước các con sông làm cho nước vịnh tương đối nhạt (3,05 - 3,25%) và giàu trầm tích. Chỉ ở những vùng nước sâu thì nước biển có độ mặn cao hơn (3,4%) từ biển Đông chảy vào vịnh và chiếm lĩnh các chỗ trũng có độ sâu hơn 50 m. Các sông chính chảy vào vịnh này là Chao Phraya (bao gồm cả sông nhánh của nó là Ta Chin) và Maeklong ở vùng lõm Băng Cốc, và ở mức độ thấp hơn là sông Tapi vào vịnh Bandon ở phía tây nam của vịnh này.
Vào giai đoạn đỉnh điểm của thời kỳ băng hà cuối cùng, vịnh Thái Lan không tồn tại do mực nước biển xuống thấp, nó khi đó là một phần của thung lũng sông Chao Phraya.
Do nhiệt độ của vùng nhiệt đới là tương đối cao nên trong các vùng nước của vịnh Thái Lan có nhiều bãi đá san hô ngầm. Vì thế, nó tạo tiền đề cho một số nhà nghỉ ven biển phục vụ cho du khách có sở thích bơi lặn. Nổi tiếng nhất đối với du khách là đảo Ko Samui ở tỉnh Surat Thani, trong khi Ko Tao là trung tâm của du lịch bơi lặn ngầm.
Vịnh này có chứa một số nguồn dầu mỏ và ở mức độ lớn hơn là khí đốt.
Thái Lan từng có kế hoạch xây dựng Kênh đào Kra để nối liền Ấn Độ Dương và Vịnh Thái Lan. Ý tưởng này có từ năm 1793 bởi Hoàng gia Thái Lan nhưng không thực hiện được. Sau đó ý tưởng này còn được đem ra bàn đi bàn lại nhiều lần về sau.

## Tóm tắt

### Phạm vi khu vực
Khoảng cách giữa cảng Prachuap nằm trong vịnh Thái Lan với đảo Đất Lửa - điểm cực đông của Thái Bình Dương, là hơn 23.000 kilômét. Nó là vịnh biển lớn nhất ở biển Đông, các nước ven bờ là Malaysia, Thái Lan, Campuchia và Việt Nam. Các hải cảng chủ yếu ở vịnh Thái Lan có:
- Thái Lan: Narathiwat, Pattani, Songkhla, Nakhon Si Thammarat, Surat Thani, Chumphon, Prachuap Khiri Khan, Phetchaburi, Samut Songkhram, Samut Sakhon, Băng Cốc, Samut Prakan, Chachoengsao, Chonburi, Rayong, Chanthaburi và Trat.
- Campuchia: Krong Kep, Kampot, Preah Sihanouk và Koh Kong.
- Việt Nam: Cà Mau và Kiên Giang.

Từ bản đồ mà nhìn, vịnh Thái Lan, vịnh Bắc Bộ và Biển Đông hình thành hình chữ y (viết thường).

### Quy tắc đặt tên
Một số vùng biển châu Á được đặt tên theo quốc gia hoặc dân tộc, là dấu hiệu nhận dạng địa lí quốc tế, hoàn toàn không phải là danh xưng chủ quyền quốc gia, ví dụ như: Biển Nhật Bản, biển Hoa Đông, biển Philippines, biển Hoa Nam, vịnh Thái Lan, biển Myanmar, vịnh Bengal, Ấn Độ Dương, biển Ả Rập, vịnh Oman và vịnh Ba Tư.

## Lịch sử
Vịnh Thái Lan là đường giao thông trên biển trọng yếu của Thái Lan và Campuchia thông ra Thái Bình Dương và Ấn Độ Dương, từng là tuyến đường trọng yếu để các cường quốc xâm lược Thái Lan. Sau năm 1664, các chiến hạm của Hải quân Hoàng gia Hà Lan và Hải quân Pháp lần lượt tiến vào bên trong vịnh và sông Chao Phraya, thực thi phong toả đối với cửa sông Chao Phraya và vịnh biển, ép bức Xiêm La công nhận các đặc quyền dành cho nó và cắt nhượng lãnh thổ, bồi thường phí dụng binh. Tháng 7 năm 1893, Pháp mượn cớ một viên quan lại bị giết, đem quân hạm tiến vào sông Chao Phraya, kế tiếp là phong toả vịnh Thái Lan, áp bức Xiêm La cắt nhượng lãnh thổ, bồi thường chiến phí. Tháng 1 năm 1941, tàu chiến Pháp và Thái Lan phát sinh hải chiến ở trong vịnh. Tháng 12 cùng năm, quân đội Nhật Bản đổ bộ lên Songkhla và Pattani, tiến hành xâm lược bán đảo Mã Lai. Sau khi phát sinh Chiến tranh biên giới Việt Nam – Campuchia vào cuối thập niên 70 thế kỉ XX, hải quân Liên Xô hoạt động thường xuyên ở vùng biển sát gần Thái Lan. Hiện nay ven bờ Thái Lan vẫn có khu vực cảnh báo nguy hiểm của thuỷ lôi. Thái Lan vì mục đích bảo vệ chủ quyền mà tích cực tăng cường lực lượng quân sự, cử hành diễn tập quân sự ở trong vịnh định kì hằng năm. Hải cảng chủ yếu ven bờ và căn cứ hải quân có Rạch Giá của Việt Nam; Kampot, Ream và Kampong Som của Campuchia; Sattahip, Băng Cốc, Songkhla và Pattani của Thái Lan. Căn cứ không quân có U-Tapao, Hua Hin và Don Mueang.

## Địa lí

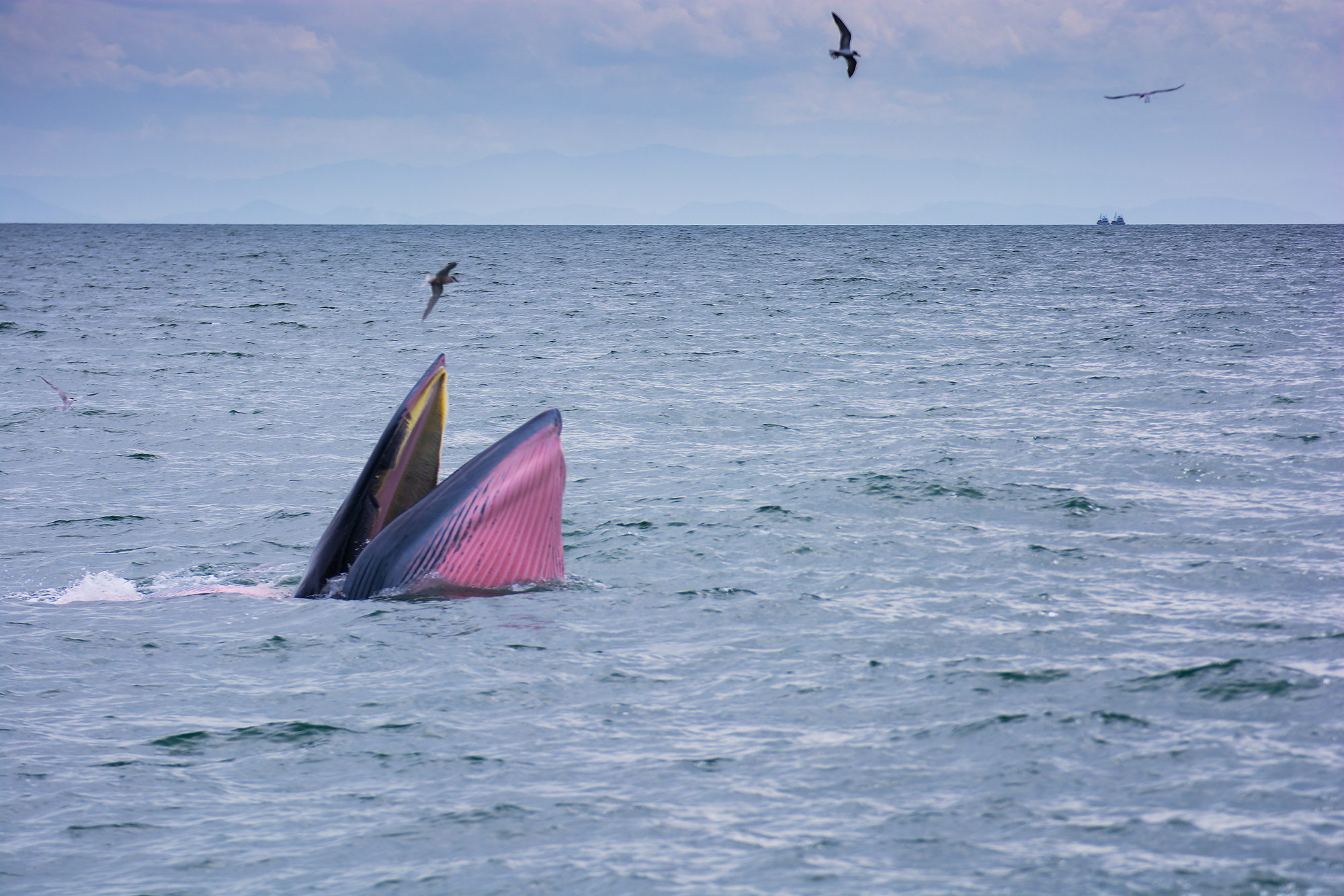
Cá voi Bryde ngoài khơi bờ biển Bang Tapun, Phetchaburi, Thái Lan

### Nguyên nhân hình thành
Khu vực vịnh Thái Lan do đứt gãy và sụt lún trong vận động vỏ Trái Đất kỷ Đệ Tam mà thành. Đáy của bồn trũng vịnh biển đã tích tụ, chồng chất tầng trầm tích dày đến 7.500 mét ở kỷ Đệ Tam. Ven bờ vùng vịnh phần lớn là bờ đá và dốc đứng, đỉnh vịnh nằm ở vịnh Bangkok và cửa vịnh là các bờ cát nối liền.

### Khí hậu
Vịnh Thái Lan phần lớn thuộc khí hậu gió mùa nhiệt đới, từ tháng 11 hằng năm đến tháng 3 năm sau thịnh hành gió mùa Đông Bắc khô hanh, giáng thuỷ rất ít, gọi là mùa khô; từ tháng 4 đến tháng 10 thịnh hành gió mùa Tây Nam ẩm ướt, mưa nhiều, gọi là mùa mưa. Mũi phía nam của vịnh thuộc khí hậu mưa nhiều xích đạo, lượng mưa hằng năm tương đối đồng đều, không có sự phân chia mùa khô và mùa mưa rõ ràng, lượng giáng thuỷ hằng năm khá nhiều. Hải lưu nội vịnh bị gió mùa biển Đông ảnh hưởng, tuỳ mùa tiết mà thay đổi. Lúc gió mùa Tây Nam thịnh hành, có hoàn lưu thuận chiều kim đồng hồ, chỉ cửa vịnh là nghịch chiều kim đồng hồ; lúc gió mùa Đông Bắc thịnh hành, hải lưu nội vịnh vẫn có hoàn lưu thuận chiều kim đồng hồ, nhưng phía đông bắc nội vịnh là nghịch chiều kim đồng hồ.

### Tài nguyên tự nhiên
Nội vịnh giàu muối dinh dưỡng, thuận lợi cho sinh vật phù du ở biển - đại dương sinh sản đông đúc, sản xuất cá bạc má, cá cơm, cá trích, tôm đôi,... Nội vịnh phân bố rạn san hô và cây đước. Dòng sông chủ yếu đổ vào trong vịnh có sông Chao Phraya, sông Mae Klong và sông Bang Pakong. Ven bờ nhiều cây đước và ao đầm. Đáy là bùn và đất sét, phần lớn độ sâu từ 40 đến 60 mét. Ven bờ có ngư trường trọng yếu, ngư sản phong phú. Đầu thập niên 70 thế kỉ XX, đáy biển được khai thác khí thiên nhiên.

## Tranh chấp lãnh thổ
Vịnh Thái Lan cũng là nơi diễn ra các mâu thuẫn về việc phân chia lãnh hải giữa các quốc gia Malaysia, Thái Lan, Việt Nam và Campuchia. Malaysia và Thái Lan đã đạt được các thỏa thuận chung nhằm hợp tác khai thác vùng lãnh thổ tranh chấp giữa hai quốc gia này.

## Thư viện ảnh

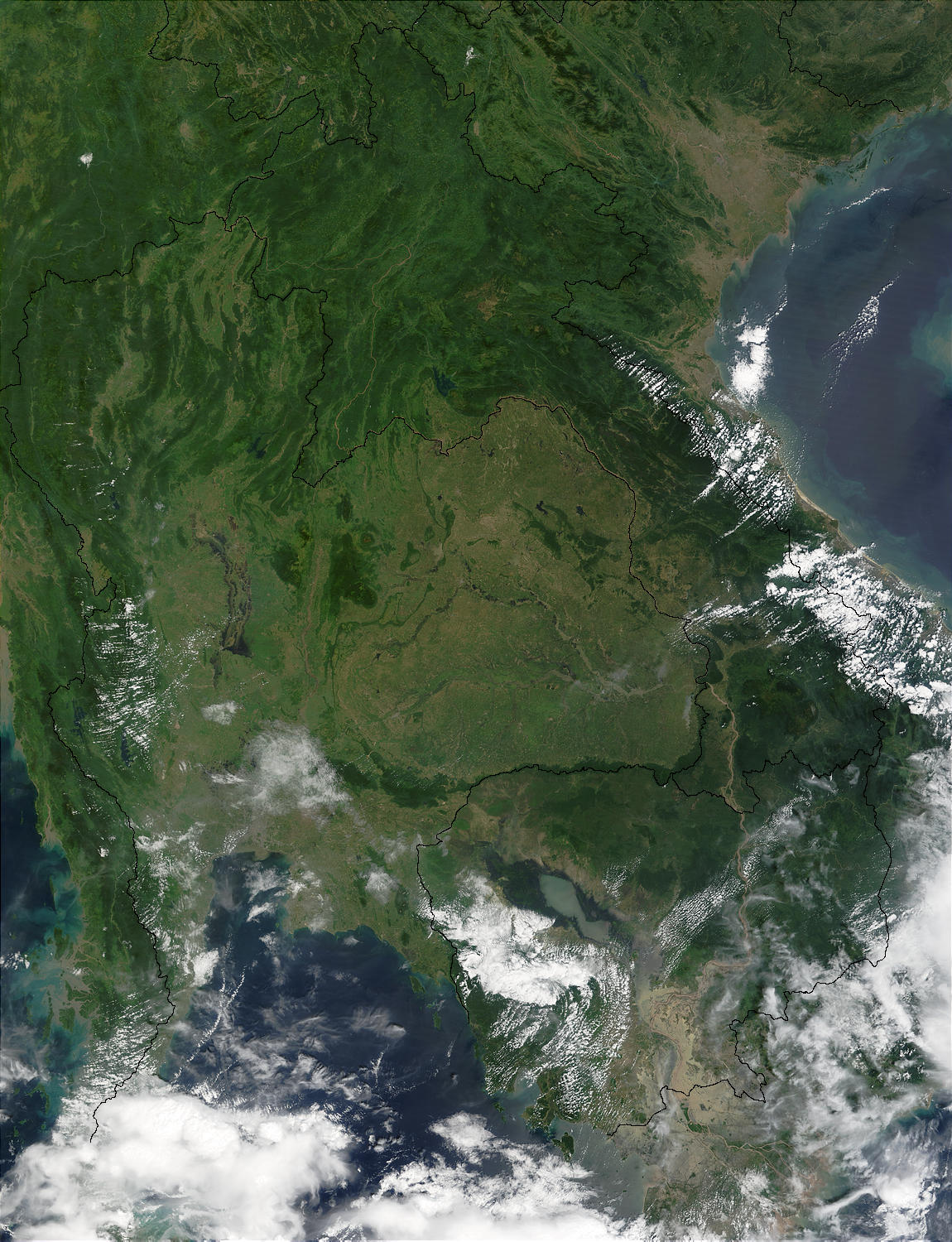
Không ảnh vệ tinh với Vịnh Thái Lan ở góc dưới bên trái
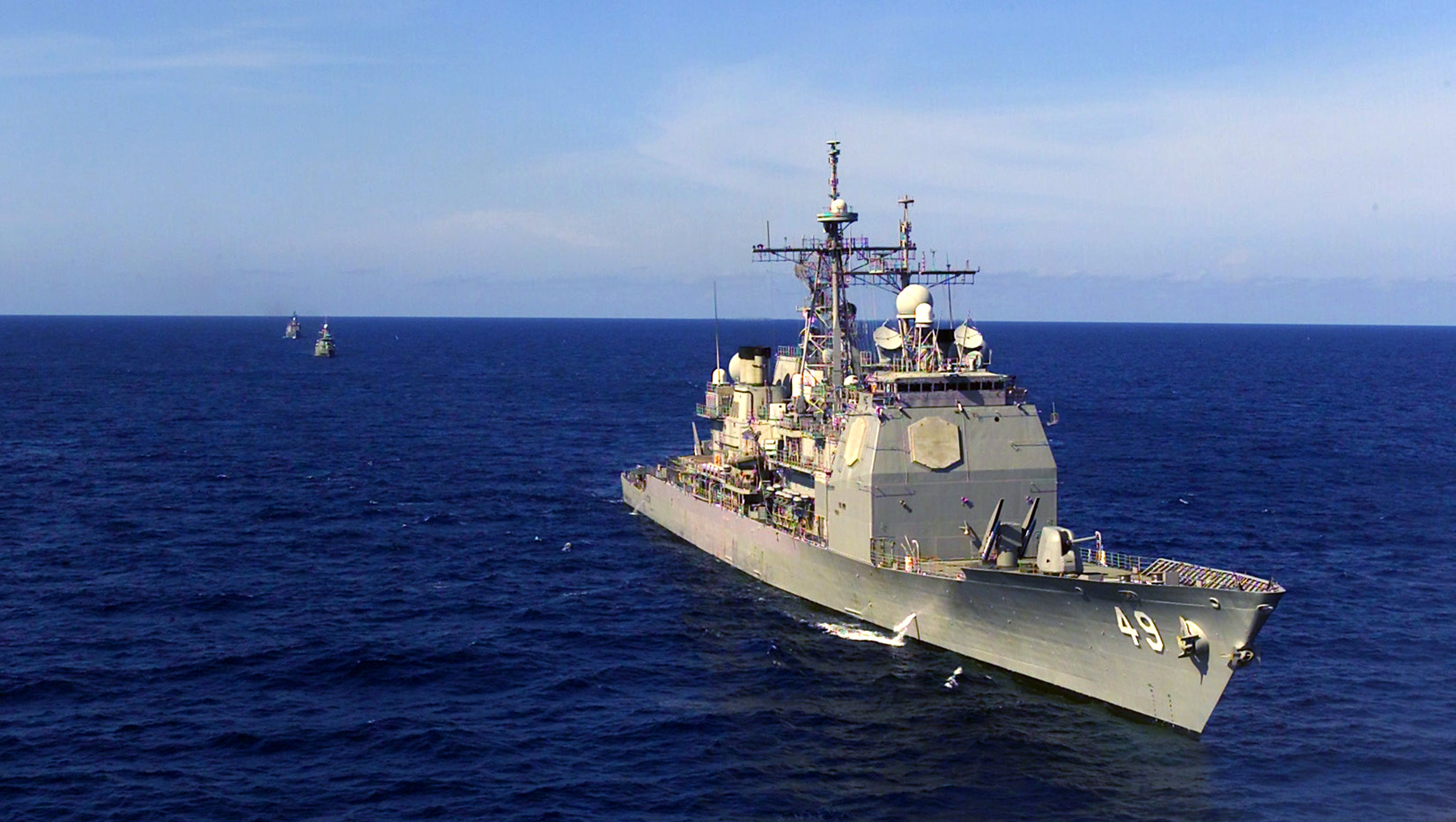
Tàu chiến USS Vincennes của Hải quân Hoa Kỳ trên Vịnh Thái Lan
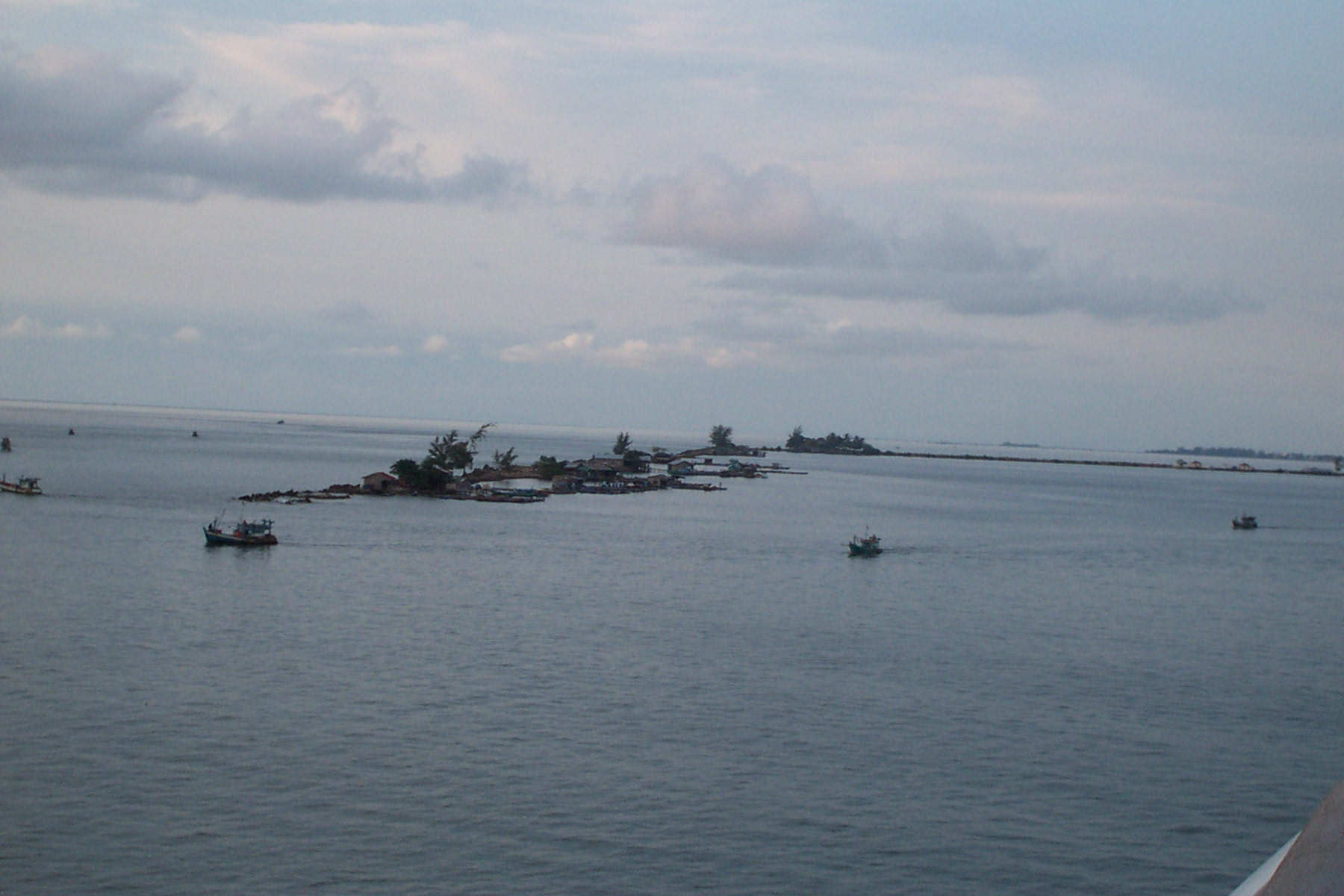
Làng chài Campuchia